# Macroramphosus gracilis
Macroramphosus gracilis är en fiskart som först beskrevs av Lowe, 1839.  Macroramphosus gracilis ingår i släktet Macroramphosus och familjen Centriscidae. Inga underarter finns listade i Catalogue of Life.